# Povos turcos

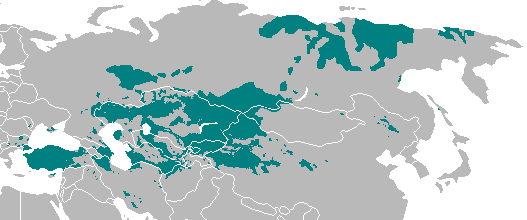
Distribuição geográfica dos povos falantes de línguas turcas.

Os povos turcos, túrquicos ou turcomanos, são povos eurasiáticos que vivem no norte, centro e oeste da Eurásia e que falam línguas pertencentes à família de línguas túrquicas ou turcomanas. Estes povos compartilham, em vários graus, certos traços culturais e antecedentes históricos. O termo turco representa um amplo grupo etno-linguístico e inclui sociedades existentes tais como os cazaques, uzbeques, quirguizes, uigures, azeris, turcomenos e turcos modernos, assim como as sociedades históricas dos xiongnu, quipechaques, ávaros, proto-búlgaros, hunos, turcos seljúcidas, cazares, otomanos e timúridas.
Muitos dos povos turcomanos têm sua terra natal na Ásia Central, onde eles se originaram. Mas desde então, as línguas turcas se espalharam, através de migrações e conquistas, para outros locais incluindo a atual Turquia na Anatólia. Enquanto o termo turco pode se referir a um membro de qualquer povo turcomano, também pode se referir especificamente ao povo e ao idioma da moderna Turquia.

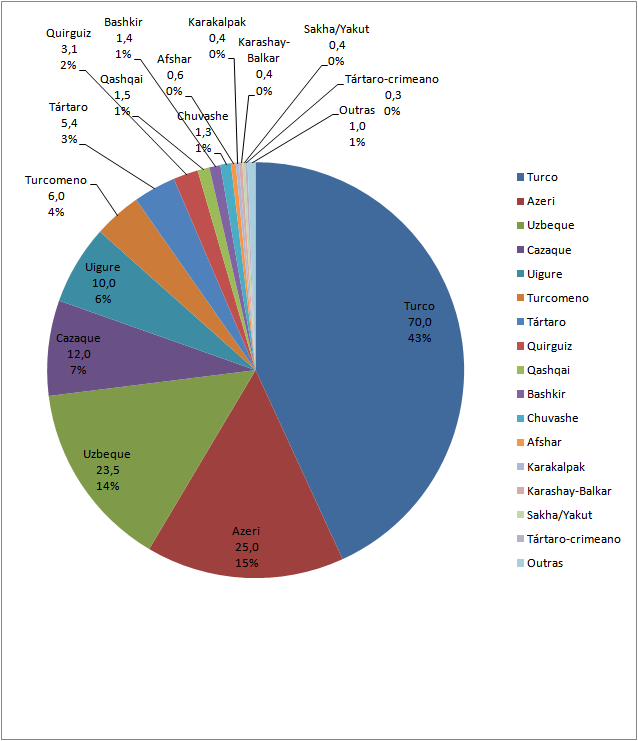
Número de falantes nativos na família de línguas turcas

## Distribuição geográfica

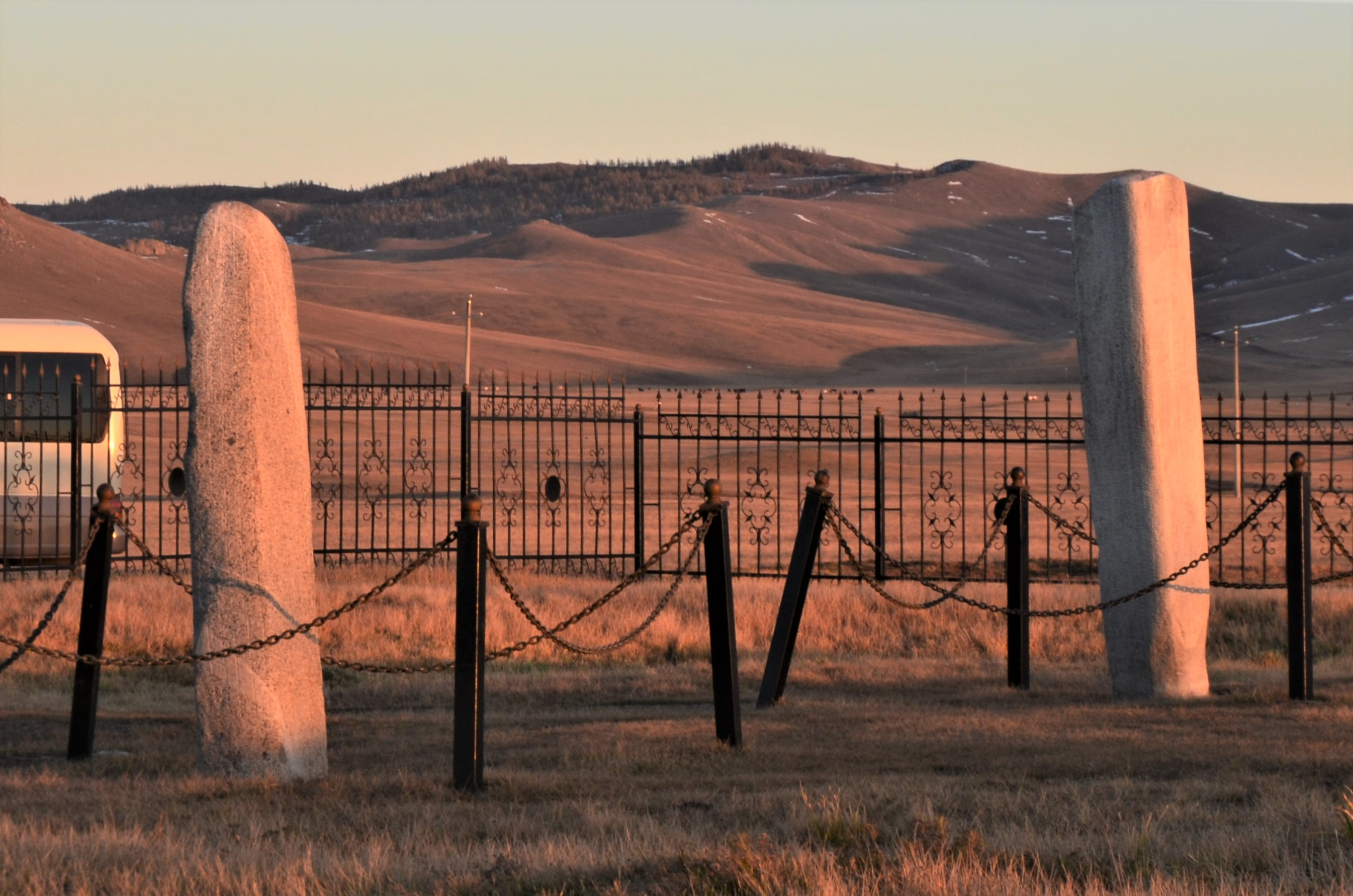
Monumento túrquico de Tonyukuk na Mongólia

As línguas turcas constituem uma família linguística de cerca de trinta línguas, faladas através de uma vasta área desde a Europa Oriental e Mediterrâneo à Sibéria e oeste da China.
Cerca de 180 milhões de pessoas têm uma língua turca como sua língua nativa; além disso, cerca de 20 milhões falam uma língua turca como segunda língua. A língua turca com o maior número de falantes é o turco moderno, ou turco da Anatólia, cujos falantes representam cerca de 40% do total de falantes de línguas turcas. Mais de um terço destes são etnicamente turcos da Turquia, e que residem predominantemente na Turquia e nas antigas regiões dominadas pelo Império Otomano da Europa Oriental e do Oriente Médio; também há residentes na Europa Ocidental, Austrália e Américas como resultado de imigrações. Os demais povos turcos estão concentrados na Ásia Central, na Rússia, no Cáucaso, na China, no norte do Iraque e no norte e noroeste do Irã.
Atualmente, há seis países turcos independentes: Azerbaijão, Cazaquistão, Quirguistão, Turcomenistão, Turquia e Uzbequistão. Há também várias subdivisões nacionais turcas na Federação Russa (Bascortostão, Tartaristão, Chuváchia, Cacássia, Tuva, Sakha, República de Altai, Krai de Altai, Kabardino-Balcária, Carachai-Circássia). Cada uma dessas subdivisões tem sua própria bandeira, parlamento, leis e língua oficial de estado (junto com o russo).
A Região Autônoma de Xinjiang no oeste da China, onde habitam os uigures e a região autônoma de Gagáuzia, localizada dentro da Moldávia oriental e limitando com a Ucrânia ao sul, são duas regiões autônomas turcas importantes. A República Autônoma da Crimeia anexada recentemente pela Rússia é o lar dos tártaros da Crimeia. Além disso, há varias regiões habitadas por turcos no Irã, Iraque, Geórgia, Bulgária, Macedônia, Grécia, Tajiquistão, Afeganistão e Mongólia ocidental.

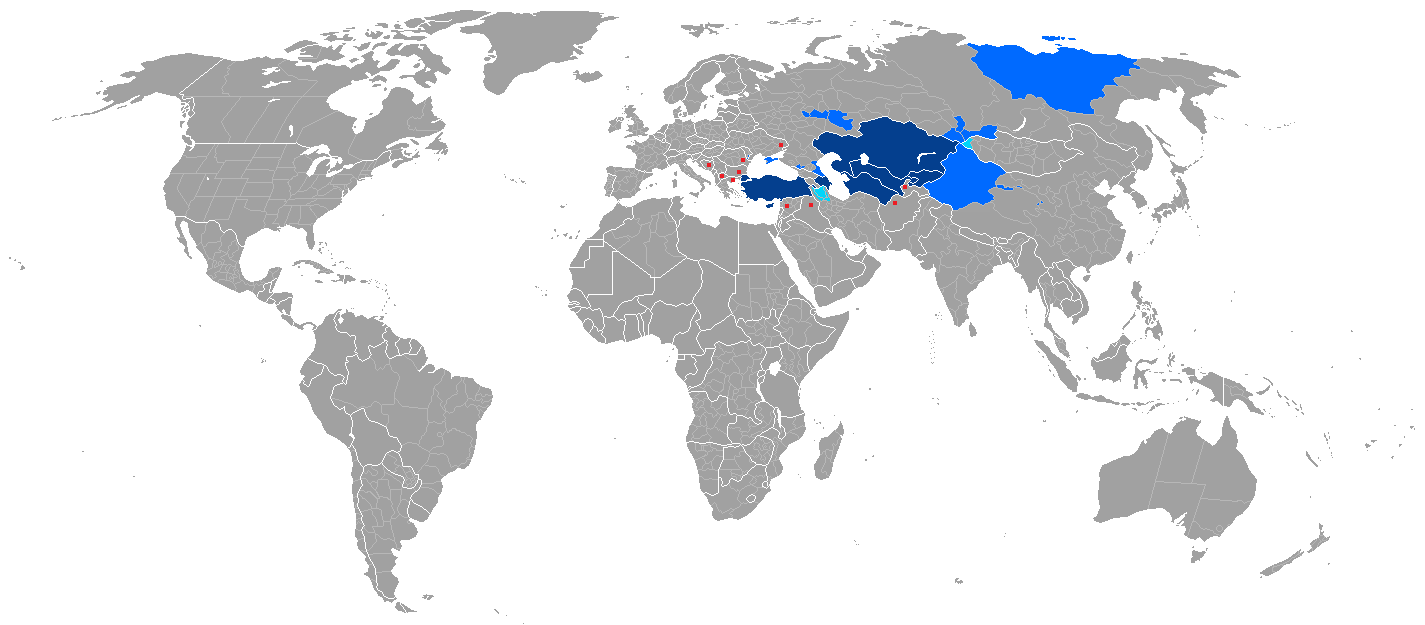
Países e regiões autônomas onde uma língua turca tem status oficial

No século XIX, na época do nacionalismo, os falantes de turco estavam entre os primeiros povos muçulmanos a empregar as ideias ocidentais de liberalismo e ideologias seculares. O pan-turquismo inicialmente apareceu no final do século XIX no Império Russo e foi promovido por intelectuais turcos importantes como o tártaro crimeio İsmail Gaspıralı, por filósofos azeris como Mirza Fatali Akhundov e tártaros como Yusuf Akçura, em reação às políticas de pan-eslavismo e russificação do Império Russo. As primeiras repúblicas completamente democráticas e seculares no mundo islâmico foram turcas: o malfadado Estado Idel-Ural estabelecido em 1917, a República Democrática Azerbaijani em 1918 (ambos anexados e absorvidos pela União Soviética) e a República da Turquia em 1923. Em 1991, o Azerbaijão se tornou uma república independente.
Os turcos na Turquia são mais de 55 milhões dos cercas de 70 milhões em todo o mundo, enquanto o segundo maior povo turco são os azeris, com cerca de 20,5 a 33 milhões de pessoas; a maior parte deles vive no noroeste do Irã (Azerbaijão iraniano) e na República do Azerbaijão.

## Raízes turcas
O primeiro texto histórico a mencionar o turco foi um texto do ponto de vista chinês, que mencionou o comércio das tribos turcas com os sogdianos ao longo da Rota da Seda. Os xiongnu mencionados nos registros da dinastia Han podem ter sido falantes de proto-turco
sucedidos pelas hordas hunas de Átila, o Huno que tentaram conquistar a Europa. Por outro lado, recentes pesquisas genéticas de 2003 confirmam os estudos indicando que os povos turcos se originaram na mesma região e então são possivelmente relacionados com os xiongnu.
A arte em pedra de Yinshan e Helanshan é datada do IX milênio a.C. ao século XIX a.C. Consiste principalmente de sinais gravados (petróglifos) e em menor grau de imagens pintadas. Ma Liqing comparou os petróglifos (que ele presumiu serem os únicos exemplos existentes de possíveis inscrições xiongnu) e a alfabeto de Orkhon (o mais antigo alfabeto turco conhecido) recentemente, e argumentou uma nova conexão entre eles.
Escavações conduzidas entre 1924-1925, nos kurgans de Noin-Ula localizados no rio Selenga, nas montanhas no norte da Mongólia, a norte de Ulan Bator, produziram objetos com mais de vinte caracteres gravados, os quais eram idênticos ou muito similares àqueles das letras rúnicas da escrita orkhon turca descoberta no Vale de Orkhon.
O primeiro registro do termo turco como um nome político é uma referência do século VI à palavra agora pronunciada no chinês moderno como tujue. Acredita-se que algumas tribos turcas, como os cazares e os pechenegues, provavelmente viveram como nômades por muitos anos antes de estabelecer um estado político (o Império Goturco). Os povos turcos originalmente usavam seus próprios alfabetos, como os runiformes orkhon e yenisei, e depois o alfabeto uigure. A mais antiga inscrição foi encontrada próximo ao rio Issyk no Quirguistão e foi datada como de 500 a.C.. Os símbolos tradicionais nacionais e culturais dos povos turcos incluem o crescente e estrela, usado como símbolo dos turcos desde os tempos pré-islâmicos, quando eles praticavam o xamanismo; os lobos também são parte da mitologia e da tradição turcas, assim como a cor azul, o ferro e o fogo.
Quatrocentos anos depois do colapso do poder Xiongnu no norte da Ásia Central, a liderança dos povos turcos passou a ser dos goturcos. Anteriormente um elemento da confederação nômade Xiongnu, os goturcos herdaram suas tradições e experiência administrativa.
De 552 a 745, a liderança goturca manteve unidas as tribos turcas nômades em um império, que finalmente desmoronou devido a uma série de conflitos dinásticos.
A grande diferença entre o Canato Goturco e seu predecessor Xiongnu foi que os cãs goturcos temporários do clã Ashina eram subordinados a uma autoridade soberana que estava nas mãos de um conselho de chefes tribais. O canato recebeu missionários budistas, maniqueístas e cristãos nestorianos, mas manteve sua religião original xamânica, o tengriismo. Os goturcos foram o primeiro povo turco a escrever a sua língua (o turco antigo) em uma escrita rúnica.

## Migrações

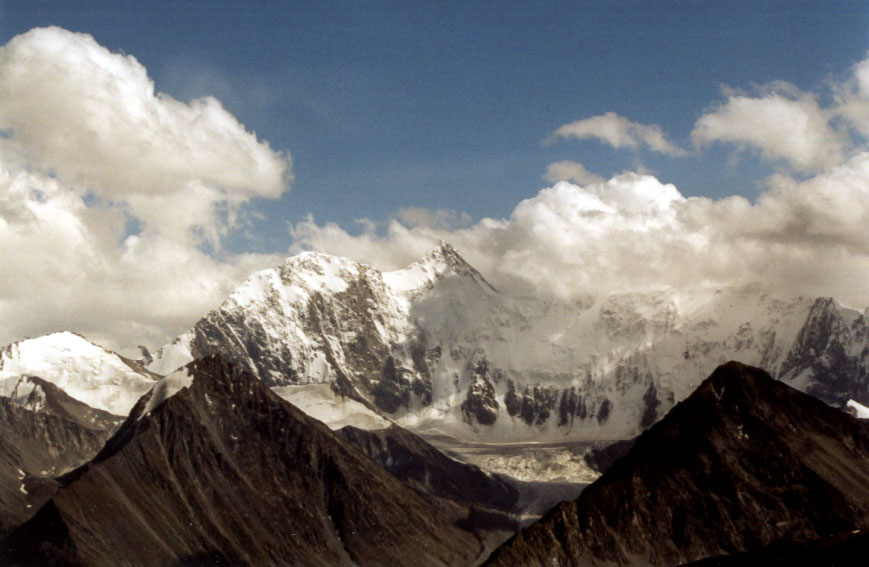
Topo do Belukha. As Montanhas Altai são conhecidas como a terra natal dos povos turcos.

Os povos turcos e grupos relacionados migraram para oeste na direção da Europa Oriental, do planalto iraniano e da Anatólia. Os turcos modernos estão entre aqueles que migraram da Ásia Central para a moderna Turquia, mas também estão entre os últimos a chegar; eles também participaram das Cruzadas. Após muitas batalhas, eles estabeleceram seu próprio estado e depois criaram o Império Otomano; suas táticas eram os cercos totais e invasões.

## Nomenclatura
A primeira menção conhecida do termo turk aplicado a um grupo turco foi em referência aos goturcos no século VI. Uma carta do imperador chinês escrita ao cã goturco chamado Ishbara em 585 o descreve como "O Grande Cã Turco". As inscrições de Orhun (735) usam os termos turk e turuk.
O uso anterior de termos similares são de significado desconhecido, embora alguns tenham a forte sensação que eles sejam evidência da continuidade histórica do termo e do povo como uma unidade linguística desde a antiguidade. Isto inclui um registro chinês de 1 328 a.C. se referindo a um povo vizinho como Tu-Kiu.
Na Turquia moderna, uma distinção é feita entre os "turcos" e os "povos turcos" no falar coloquial: o termo Türk corresponde especificamente ao povo falante da língua turca moderna, enquanto o termo Türki se refere geralmente às pessoas das modernas repúblicas turcas (Türki Cumhuriyetler ou Türk Cumhuriyetleri). No entanto, o uso adequado do termo é baseado na classificação linguística para evitar qualquer sentido político. Em resumo, os termos Türk e Türki podem ser usados em qualquer um dos sentidos.

## Tradições sobre a nomenclatura

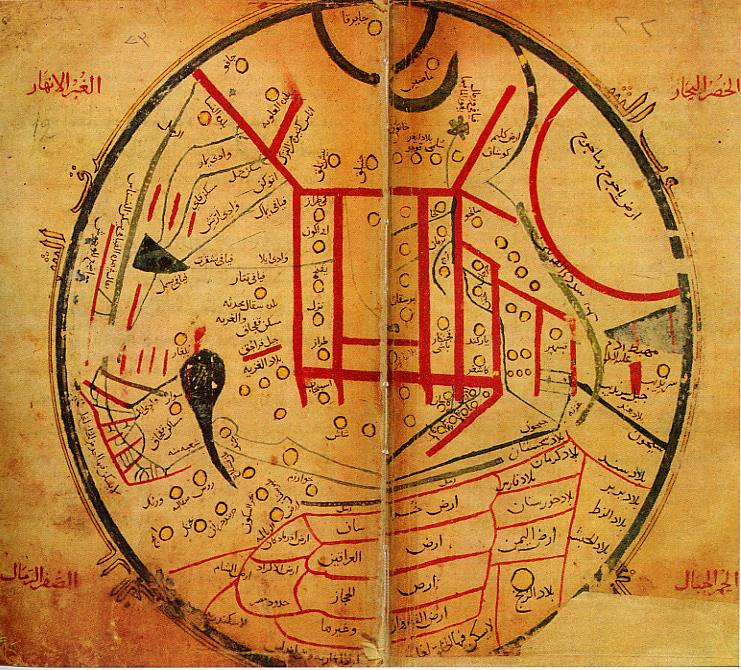
Mapa do Divã de Kashgari, mostrando a distribuição das tribos turcas

De acordo com Mamude Alasgari, um sábio turco do século XI, e vários outros sábios e historiadores islâmicos tradicionais, o nome turk deriva de Tur, um dos filhos de Jafé, e vem da mesma linhagem de Gômer (cimérios) e Asquenaz (citas, iscuz) que, de acordo com a tradição, foram alguns dos primeiros turcos. Por milênios, uma longa sequência de referências históricas especificamente ligava os citas de Heródoto com várias tribos turcas, como os hunos, turcos, mongóis, cazares, etc. Entre 400 e o século XVI, as fontes bizantinas usam o nome "Σκΰθαι" em referência a doze diferentes povos turcos (a maioria dos acadêmicos modernos acredita que estas tribos tenham sido iranianas). Um nome similar, Dur, aparece numa lenda medieval húngara como um líder lendário dos alanos caucasianos (arran, iron) cujas filhas supostamente procriaram com os ancestrais magiares Hunor e Magor.
No Divan ul-Lughat at-Turk (dicionário turco), de Mamude de Cascas, Alp Er Tunga, um herói mítico turco, é identificado com a imagem de Afrassíabe ("Frangasyan" no Avestá) na literatura persa, um descendente da figura chamada Tur no épico persa Épica dos Reis. Alp Er Tunga é um herói mítico na tradição turca; os goturcos do século VI continuaram a tradição de Alp Er Tunga e também tinham um mito de acordo com o qual eles eram descendentes de um lobo.

## História

O Império Otomano c. 1683

Acredita-se geralmente que o primeiro povo turco era nativo da região que se estendia da Ásia Central à Sibéria. Alguns estudiosos afirmam que os hunos eram uma das primeiras tribos turcas, enquanto outros defendem a origem mongólica dos hunos.[carece de fontes?] Estudos do linguista Otto Maenchen-Helfen também apoiam uma origem turca para os hunos. A principal onda de migração dos turcos, que estavam entre os mais antigos habitantes do Turquestão, ocorreu na Idade Média, quando eles se espalharam através da maior parte da Ásia, chegando à Europa e ao Oriente Médio.
A data precisa da expansão inicial a partir da terra natal permanece desconhecida. O primeiro estado conhecido como "turco", dando seu nome a muitos estados e povos depois, foi o dos goturcos (gog = "azul" ou "celestial") no século VI. O líder do clã Asena conduziu seu povo de Li-jien (a moderna Zhelai Zhai) ao Canato Rourano buscando inclusão na sua confederação e proteção da China. Sua tribo era conhecida pelos forjadores de metais e recebeu terras próximo a uma montanha rochosa parecida com um capacete, da qual eles diziam ter tirado seu nome (突厥- tūjué). Um século depois, seu poder havia crescido de tal forma que eles conquistaram o Canato Rourano e começaram a estabelecer seu Império Goturco.
Povos turcos posteriores incluem os carlucos (principalmente no século VIII), uigures, quirguizes, turcos oguzes e turcomenos. À medida que estes povos foram fundando estados na região entre a Mongólia e a Transoxiana, eles entraram em contato com os muçulmanos, e a maioria gradualmente adotou o Islã. No entanto, havia também (e ainda há) pequenos grupos de povos turcos pertencentes a outras religiões, incluindo cristãos, judeus (cazares), budistas e zoroastristas.
Os soldados turcos no exército dos califas abássidas emergiram como os governantes de fato da maior parte do Oriente Médio muçulmano (com exceção de Síria e Egito) especialmente depois do século X. Os oguzes e as outras tribos capturaram a dominaram vários países sob a liderança da dinastia seljúcida e finalmente capturaram os territórios da dinastia abássida e o Império Bizantino.

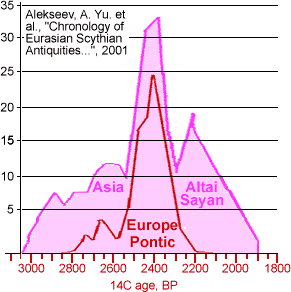
Linha do tempo dos kurgans citas na Ásia e na Europa (Conforme Fig.6 de "Chronology of Eurasian Scythian Antiquities", Alekseev, A. Yu. et al.

Enquanto isso, os quirguizes e os uigures estavam lutando entre si e com o Império Chinês. O povo quirguiz finalmente se estabeleceu na região agora conhecida como Quirguistão. Os tártaros conquistaram os búlgaros do Volga no que hoje é o Tartaristão, seguindo o movimento na direção oeste dos mongóis sob Gengis Cã no século XIII. Os búlgaros foram dessa forma por engano chamados de tártaros pelos russos. Os tártaros nativos vivam apenas na Ásia; os "tártaros" europeus são na verdade os búlgaros do Volga. Outros búlgaros se estabeleceram na Europa nos séculos VII e VIII, e foram assimilados pela população eslava depois de adotar o que eventualmente se tornaria a língua búlgara eslava. Por toda a parte, grupos turcos se mesclaram com as populações locais em graus variados.
À medida que o Império Seljúcida declinou após a invasão mongol, o Império Otomano emergiu como o novo estado turco importante, que passou a dominar não apenas o Oriente Médio, mas também o sudeste da Europa, partes do sudoeste da Rússia e o norte da África.
O Império Mogol foi um império muçulmano que, na sua maior extensão territorial, governou a maior parte do subcontinente indiano, então conhecido como Hindustão, e partes do que hoje é Afeganistão e Paquistão do começo do século XVI à metade do século XVIII. A dinastia mogol foi fundada por por um príncipe turco chagatai chamado Babur (reinou de 1526 a 1530), que era descendente do conquistador turco Tamerlão pelo lado paterno e de Chagatai, segundo filho de Gêngis Cã, pelo lado materno. A dinastia mogol foi notável pela habilidade de seus governantes, que através de sete gerações mantiveram um registro de raro talento para sua organização administrativa. Uma tentativa distinta posterior dos mogóis foi a de integrar hindus e muçulmanos em um estado indiano unido.
O Império Otomano gradualmente se enfraqueceu a despeito da má administração, de repetidas guerras com a Rússia e com o Império Austro-Húngaro e do surgimento de movimentos nacionalistas nos Bálcãs, desfazendo-se finalmente após a 1ª Guerra Mundial, abrindo caminho para a atual República da Turquia.

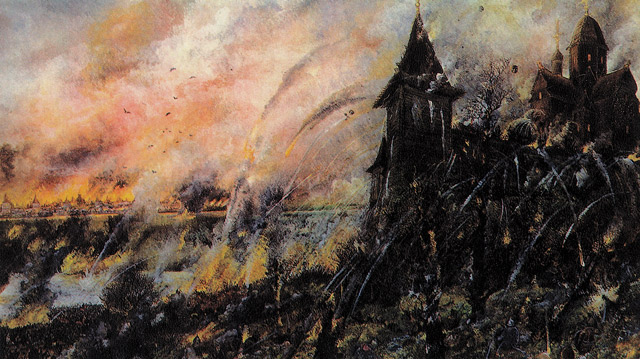
A invasão da Rússia pela Horda de Ouro em 1382
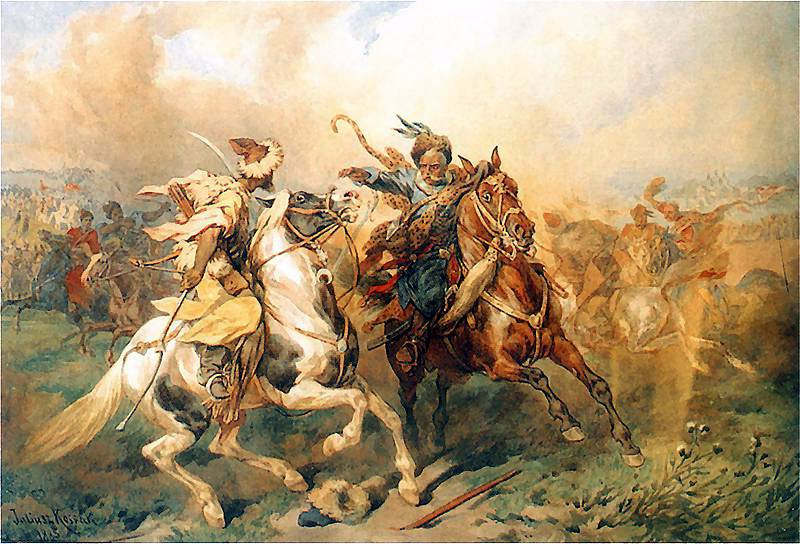
Soldado tártaro crimeano em combate contra soldado da República das Duas Nações
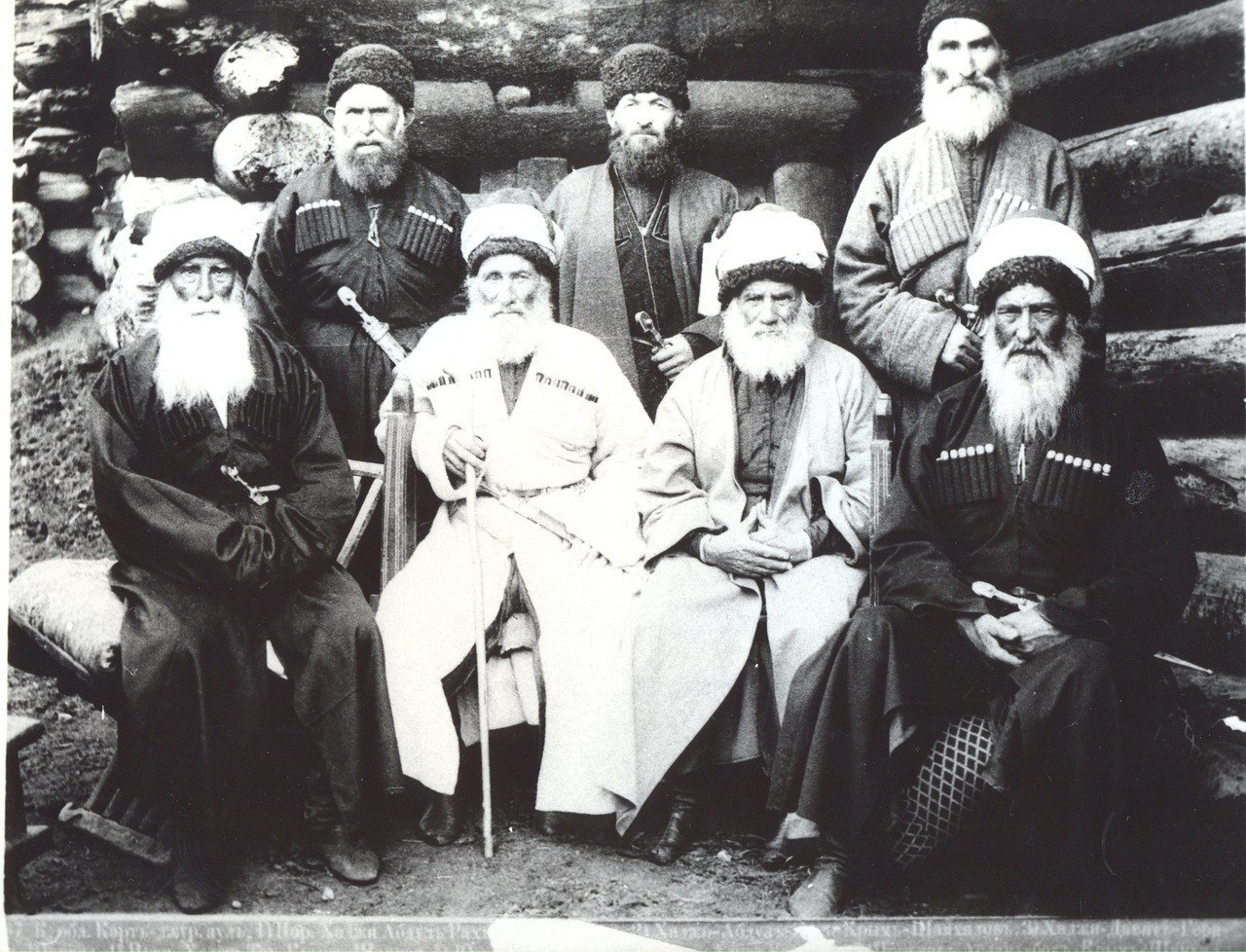
Patriarcas karachays no século XIX.
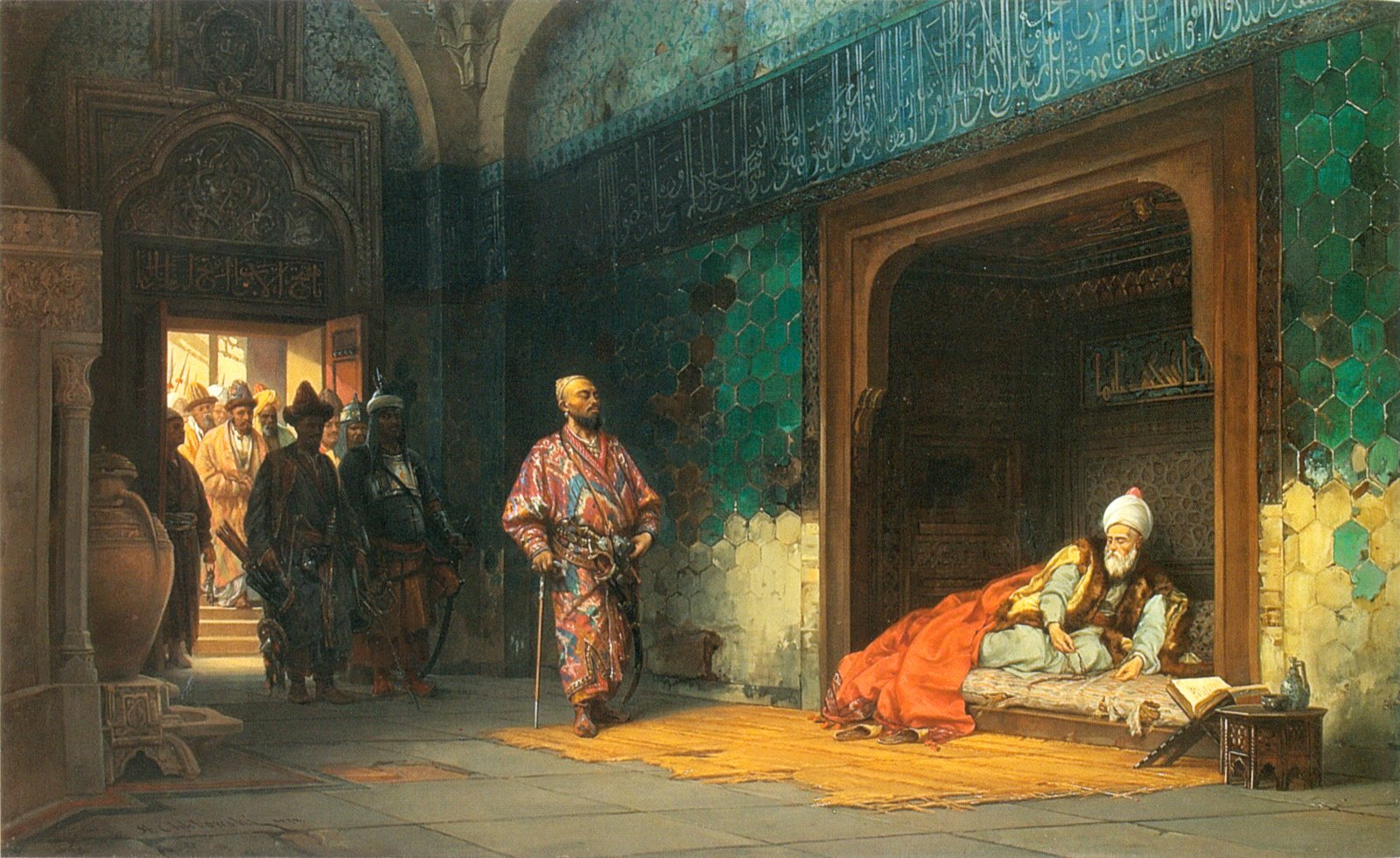
Sultão Bajazeto I capturado por Tamerlão após a Batalha de Ancara
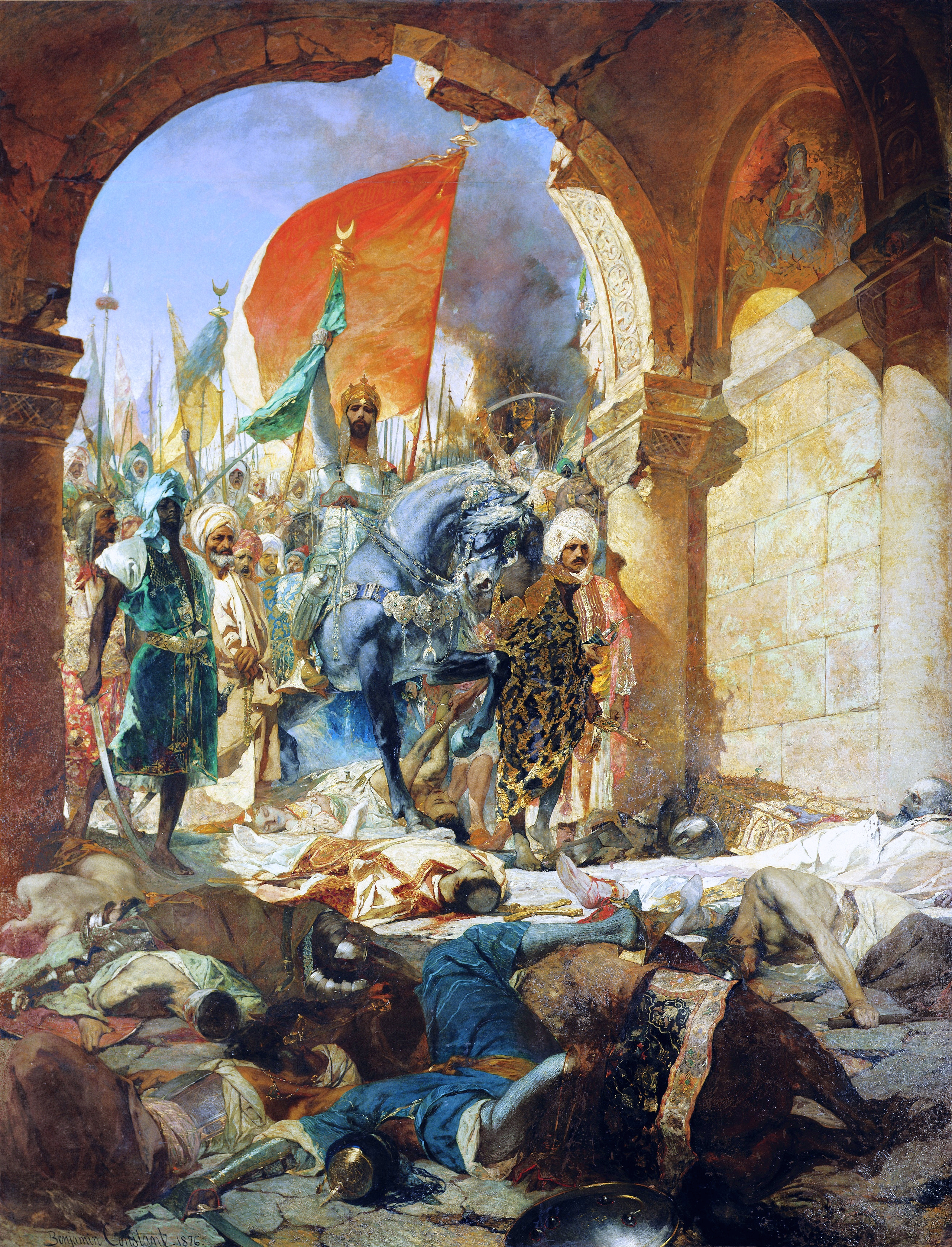
Maomé II, o Conquistador entra em Constantinopla com seu exército.
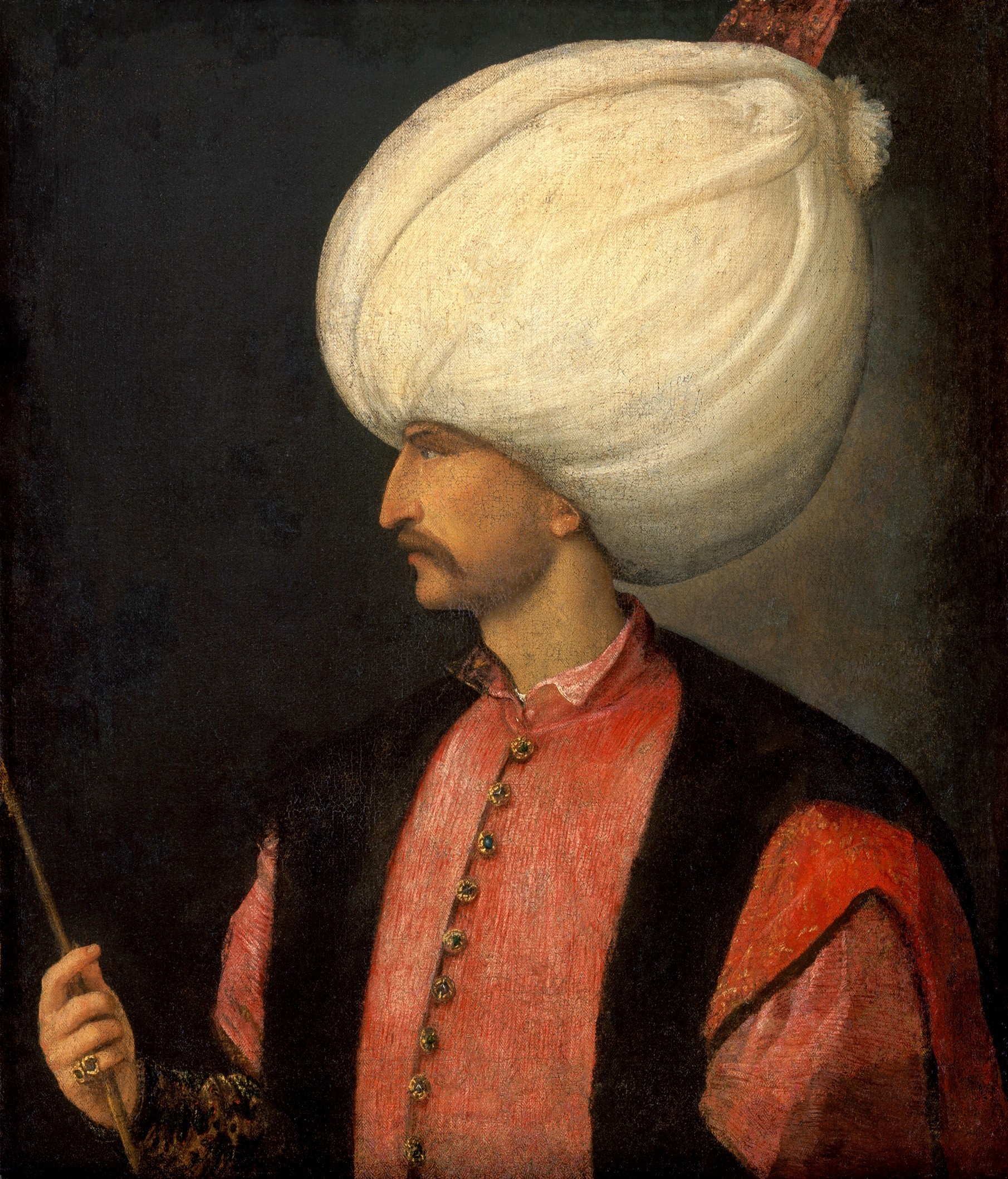
Solimão, o Magnífico
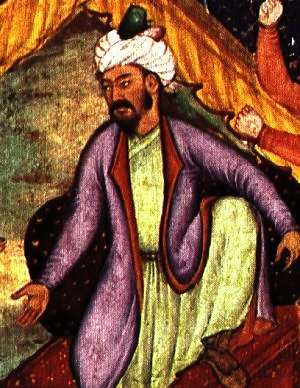
Babur, fundador do império Mogol
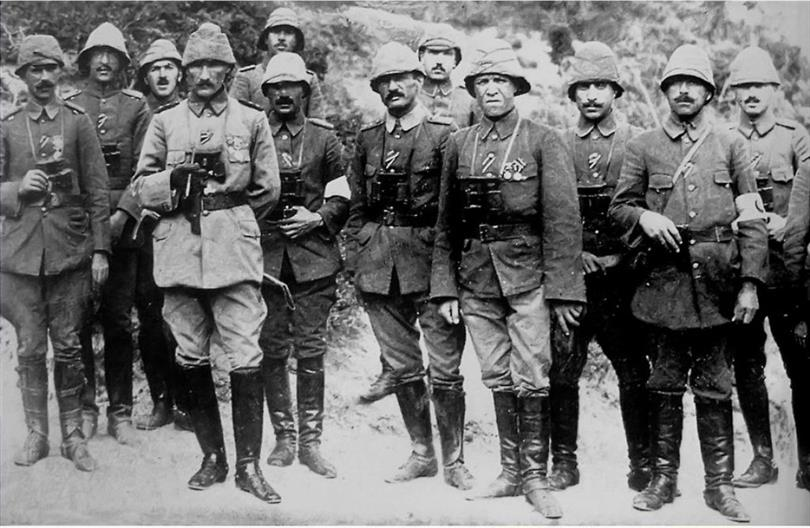
Mustafa Kemal Ataturk com seus soldados em Anafartalar, Çanakkale, 1915

## Língua

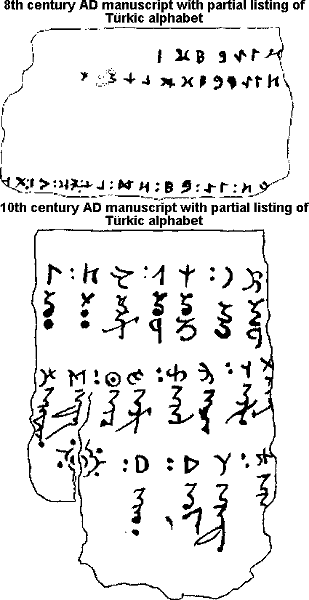
Os mais antigos alfabetos turcos conhecidos, nos manuscritos Rjukoku e Toyok. O manuscrito Toyok translitera o alfabeto turco no alfabeto uigur. Por I.L. Kyzlasov, Runic Scripts of Eurasian Steppes, Moscou, Literature Oriental, 1994, ISBN 5-02-017741-5

Os alfabetos turcos são grupos de alfabetos relacionados com letras conhecidas como runas, usados para escrever principalmente as línguas turcas. Inscrições em alfabetos turcos foram encontradas desde a Mongólia e o Turquestão Oriental no leste aos Bálcãs no oeste. A maioria das inscrições preservadas foram datadas entre os séculos VIII e X.
As inscrições com data confirmada mais antigas e que se conseguem ler datam de cerca de 150 d.C.. Os alfabetos foram geralmente substituídos pelo alfabeto uigure na Ásia Central, pela escrita árabe na Ásia Ocidental e Oriente Médio, pelo alfabeto cirílico derivado do grego na Europa Oriental e nos Bálcãs, e pelo alfabeto latino na Europa Central. O último registro de uso de um alfabeto turco foi registrado na Hungria em 1699.
Os escritos runiformes turcos (ver Alfabeto de Orkhon), distintos dos outros escritos tipológicos próximos no mundo, não têm uma paleografia uniforme como, por exemplo, têm as runas góticas, conhecidas pela excepcional uniformidade de sua língua e paleografia. Os alfabetos turcos são divididos em quatro grupos, o mais conhecido deles é a versão orkhon do grupo enisei.
A família de línguas turcas é tradicionalmente considerada como sendo parte da sugerida família de línguas altaicas. A família de línguas altaicas inclui 66 línguas faladas por cerca de 348 milhões de pessoas, principalmente e em torno da Ásia Central e no nordeste da Ásia.
As várias línguas turcas são normalmente tomadas em consideração em agrupamentos geográficos: as línguas oguzes (ou do sudoeste), as línguas quipchacos (ou do noroeste), as línguas orientais (como o uigur), as línguas do norte (como o altai e o yakut) e as línguas divergentes (como o chuvache). A alta mobilidade e intermiscigenação dos povos turcos na história torna uma classificação exata extremamente difícil.
A língua turca moderna pertence à subfamília oguz das línguas turcas. É na maior parte mutuamente inteligível com as outras línguas oguzes, que inclui o azeri, o gagauz, o turcomeno e o urum, e várias medidas com as outras línguas turcas.

## Religião
Várias civilizações pré-islâmicas do século VI aderiram às tradições xamanistas e tengriistas. A religião xamanista é baseada nos elementos espirituais e naturais da terra. O tegriismo envolve a crença em Tengri como o deus que governa todos os céus.
Hoje, a maioria dos turcos são muçulmanos sunitas. Estes incluem a maioria dos turcos balcânicos, balcares, bashkorts, tártaros crimeios, karachai, cazaques, cumuques, quirguizes, nogais, tártaros (tártaros cazãs), turcomenos, turcos da Turquia, uigures e uzbeques. Os azeris da República do Azerbaijão e do Azerbaijão iraniano são os únicos grupos principais de povos de línguas turcas que tradicionalmente pertencem à seita xiita do Islã. Os nômades qashqai e os turcos coraçanes, assim como várias tribos turcas espalhadas pelo Irã, também são muçulmanos xiitas. Os alevitas da Turquia são a maior minoria religiosa no país. Seu sistema de crenças é um ramo da teologia do xiismo duodecimano.
Os principais grupos turcos cristãos são os chuvaches da Chuváchia e os gagaúzes da Moldávia. Muitos turcos carains do leste europeu são judeus, e há turcos de descendência judaica que vivem nas principais cidades como Istambul, Ancara e Baku. Na região siberiana, os altai, alguns tuvanos e cacas são tengriistas, tendo mantido a religião original dos povos turcos. Os iacutes da Iacútia no nordeste da Sibéria são tradicionalmente xamanistas, ainda que muitos tenham se convertido ao Cristianismo. Os uigures sari (iugures ou uigures amarelos) do oeste da China, assim como os tuvans da Rússia são os únicos budistas remanescentes entre os povos turcos. Além disso, há pequenas populações dispersas de turcos pertencentes a outras religiões como a Fé Bahá'í e o Zoroastrismo.

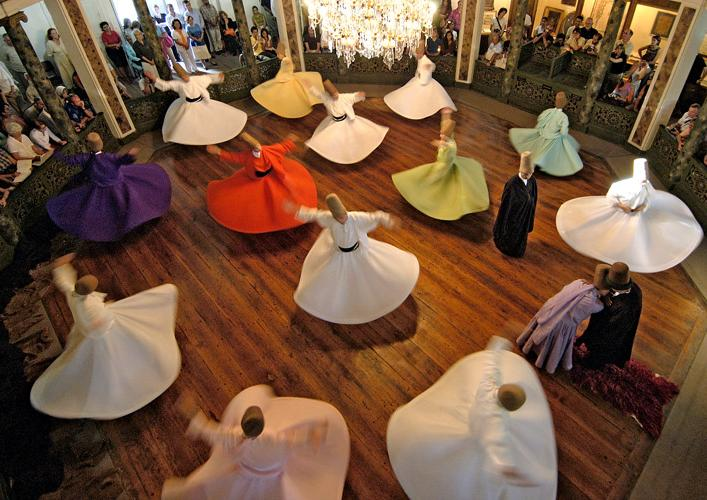
Dervixes rodopiantes na Turquia.

Embora muitos povos turcos tenham se tornado muçulmanos sob a influência dos sufis, muitas vezes pela persuasão xiita, a maioria dos povos turcos atualmente é muçulmana sunita - ainda que um número significante na Turquia seja alevita. Os turcos alevitas, que residiam primariamente na Anatólia oriental, estão hoje concentrados nos principais centros urbanos na Turquia ocidental com o aumento do urbanismo. A religião tradiconal dos chuvaches na Rússia, apesar de conter muitos conceitos turcos antigos, também compartilha alguns elementos do Zoroastrismo, do Judaísmo cazar e do Islã. O ciclo do calendário religioso chuvache e o culto agrário era baseado na combinação do culto dos ancestrais e do culto da terra, água e vegetação. A maioria dos chuvaches se converteu ao cristianismo ortodoxo oriental na segunda metade do século XIX. Por isso, os festivais e ritos são marcados para coincidir com as festas ortodoxas, e os ritos cristãos são substituídos por suas contrapartes tradicionais. Uma minoria chuvache ainda professa sua fé tradicional. Alguns povos turcos (particularmente nas regiões e repúblicas autônomas russas de Altai, Cacássia e Tuva) são amplamente tengriistas. O Tengriismo era a religião predominante dos diferentes ramos turcos antes do século VIII, quando a maioria aceitou o Islã.
Os gagaúzes da Moldávia são majoritariamente cristãos. Há grupos judeus falantes de línguas turcas, tais como os caraitas crimeanos. Há também alguns budistas (por exemplo, os tuvans).
Os cultos tradicionais da Ásia central, geralmente referidos como xamanismo, sobrevivem em muitos lugares, muitas vezes escondidos em outras religiões. Na Sibéria pós-soviética, 300 anos após sua conversão forçada, os yakuts e outros rejeitaram completamente o cristianismo ortodoxo em favor de um xamanismo revivido.
Observação: o nome Tengri foi mudado para Tanrı no turco moderno (conforme falado na Turquia), da mesma forma que no azeri, significando literalmente "Deus" em português. No entanto, tradicionalmente, refere-se a Deus como Allah no uso diário comum. A palavra tengri / tanrı está ainda em uso pelos cidadãos do Azerbaijão e da Turquia, onde o Islã é a religião dominante.

## Subdivisões étnicas

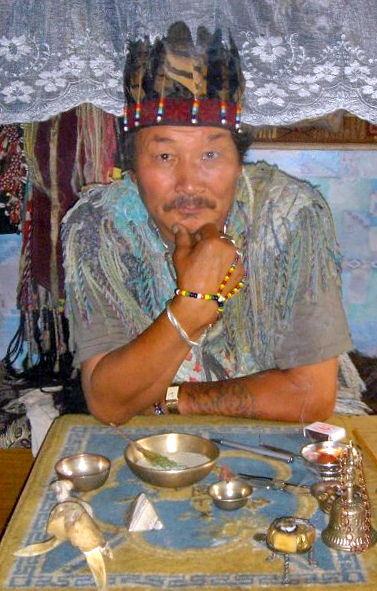
Um médico xamã de Quizil, Rússia.

A bandeira "Kokbayraq". Esta bandeira é usada pelos uigures como um símbolo do movimento de independência do Turquestão Oriental. É quase idêntica à bandeira da Turquia exceto pelo fundo azul celeste. O governo da China proíbe o uso da bandeira no país.

A distribuição de povos de fundo cultural turco abrange desde a Sibéria, onde os yakuts residem, atravessa a Ásia Central e alcança a Europa Oriental. Atualmente, os maiores grupos de povos turcos vivem por toda a Ásia Central - Cazaquistão, Quirguistão, Turcomenistão, Uzbequistão e Azerbaijão, além da Turquia. Além disso, os povos turcos são encontrados no interior da Crimeia, na região de Xinjiang no oeste da China, no norte do Iraque e em Israel, Irã, Rússia, Afeganistão, Paquistão, Chipre e nos Bálcãs (Moldávia, Grécia, Bulgária, Romênia e nos países que formavam a antiga Iugoslávia). Um pequeno grupo de povos turcos também vive em Vilnius, capital da Lituânia. Há também um pequeno número no leste da Polônia. Há também populações consideráveis de povos turcos (majoritariamente originários da Turquia) na Alemanha, nos Estados Unidos e na Austrália, amplamente devido às migrações ocorridas durante o século XX.
Uma linha de separação exata entre os diferentes povos turcos não pode ser facilmente traçada. A lista seguinte não compreende todos os grupos, listando apenas os principais:
- altais (oirots)
- azeris
- balkars (junto com os karachays, falantes da língua karachay-balkar)
- bashkires
- proto-búlgaros
- chulyms
- chuvaches
- dolgans
- gagaúzes
- turcomenos iraquianos
- karachays (junto com os balkars, falantes da língua karachay-balkar)
- caraítas crimeanos
- caracalpaques
- Carapapaque
- cazaques
- khakas
- cazares
- Quipechaques (cumanos)
- Quizilbaches (descendentes das sete tribos turcas que formaram o exército quizilbache)
- krymchaks (falam uma forma modificada de tártaro crimeano)
- kumyks
- quirguizes
- turcos mesquécios
- mohajirs
- nogais
- qashqai
- salar
- tártaros
  - tártaros do Volga (ou tártaros kazan, ou simplesmente tártaros)
  - tártaros da Crimeia
    - nağaybäk
    - tártaros do Báltico (tártaros finlandeses)

  - tártaros siberianos
  - tártaros lipka
- tofalars
- turcomenos
- turcos da Turquia (ver também turcos otomanos e turcos seljúcidas)
  - turcos cipriotas
- tuvanos
- uigures
- uzbeques
- iacutos
- yörüks

Ocasionalmente, a lista acima é agrupada em seis ramos: turcos oguzes, quipchacos, carlucos, turcos siberianos, sacas/iacutos. Os turcos oguzes são classificados como turcos ocidentais, enquanto os outro cinco grupos, de acordo com este método de classificação, são chamados de turcos orientais.
Uma das maiores dificuldades notada pela maioria daqueles que tentam classificar as várias línguas e dialetos turcos é o impacto soviético e particularmente as políticas nacionalistas de Stalin - a criação de novas fronteiras nacionais, a supressão de línguas e sistemas de escrita e as deportações em massa - encobriu a mistura étnica nas regiões anteriormente multiculturais como a Corásmia, o vale de Fergana e o Cáucaso. Muitas das classificações acima mencionadas não são então aceitas em absoluto, nem em parte nem totalmente. Outro aspecto frequentemente debatido é a influência do pan-turquismo, e o nacionalismo emergente nas recém independentes repúblicas da Ásia Central, no que diz respeito às divisões étnicas.

## Aparência física
Os povos turcos mostram uma grande variedade de tipos étnicos. Eles possuem características físicas desde caucasoides até mongoloides em cada nação turca. Nas terras turcas ocidentais, como a Turquia, Bulgária, Crimeia e Azerbaijão, a grande maioria tem aparência "europeia" e "mediterrânica". Na Turquia, pessoas com olhos azuis, verdes, castanhos e cabelos louros ou castanhos são comuns. A estrutura facial caucasoide ou mongoloide é comum entre muitos grupos turcos, como os cazaques e os uzbeques. Tem-se debatido muito sobre a natureza racial dos ancestrais originais dos povos falantes de línguas turcas, com algo no passado presumindo uma "raça ural-altaica" com características caucasoides numa ponta do espectro e características mongoloides na outra. Há também os turcos em países como Paquistão e Afeganistão que se parecem mais com a população local destes países, mas isto se deve provavelmente à miscigenação com as populações locais.

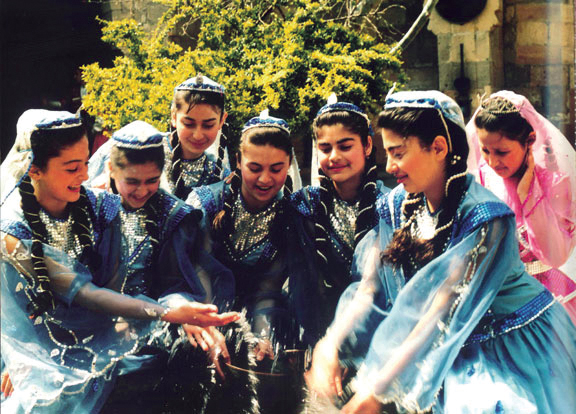
Garotas azeris.
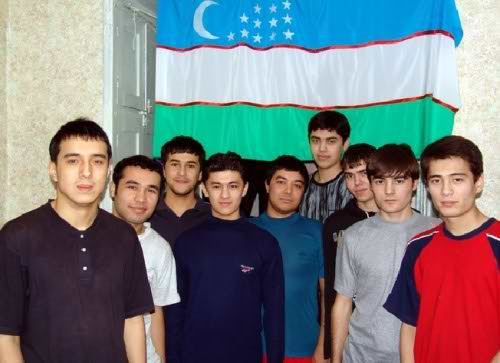
Estudantes uzbeques.
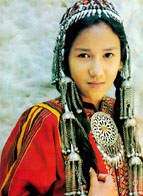
Garota turcomena.
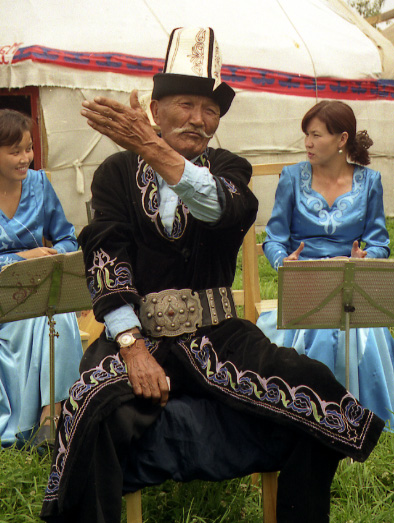
Homem quirguiz declamando um poema épico.
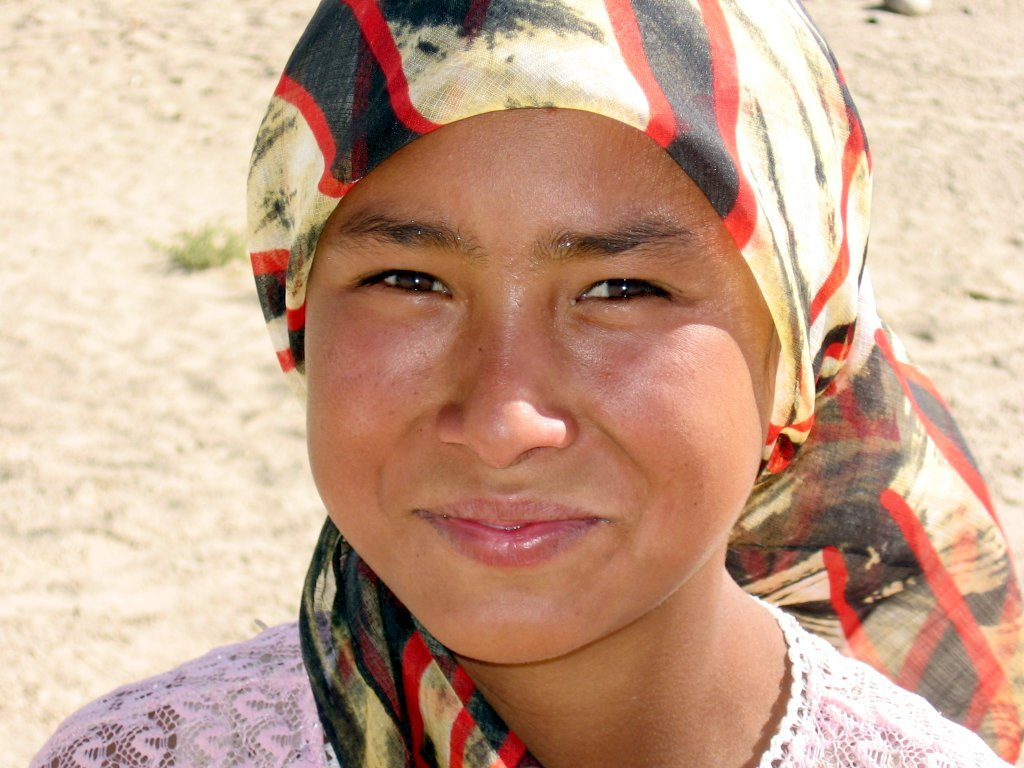
Garota uigur (China)
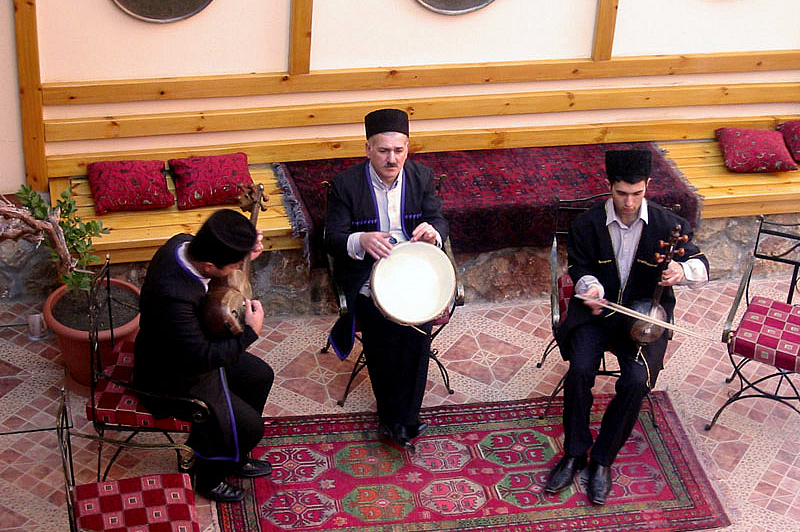
Músicos azeris tocando.
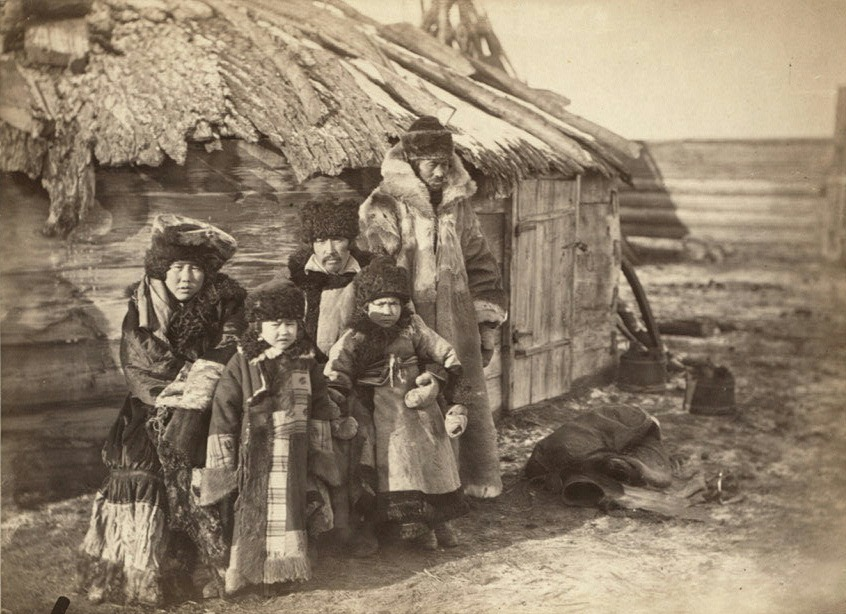
Tártaros de Minusinsk, sul da Sibéria, Rússia.
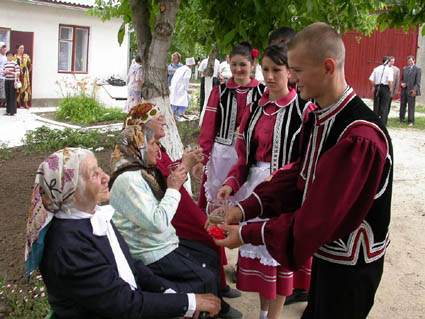
Gagaúzes em trajes tradicionais (Moldávia).
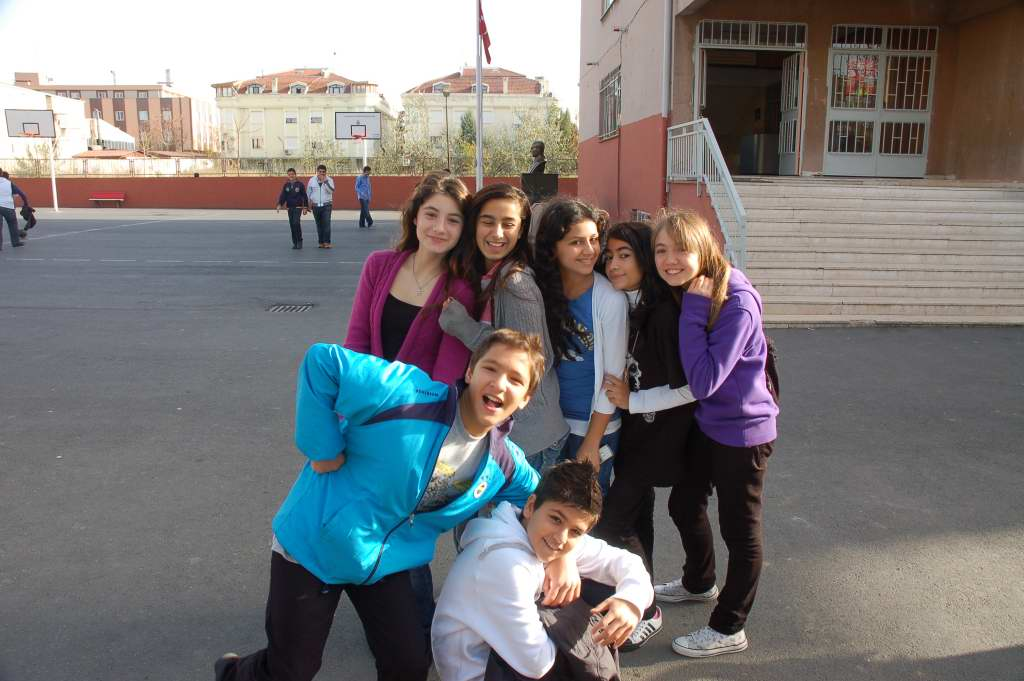
Estudantes turcos na escola em Istambul.
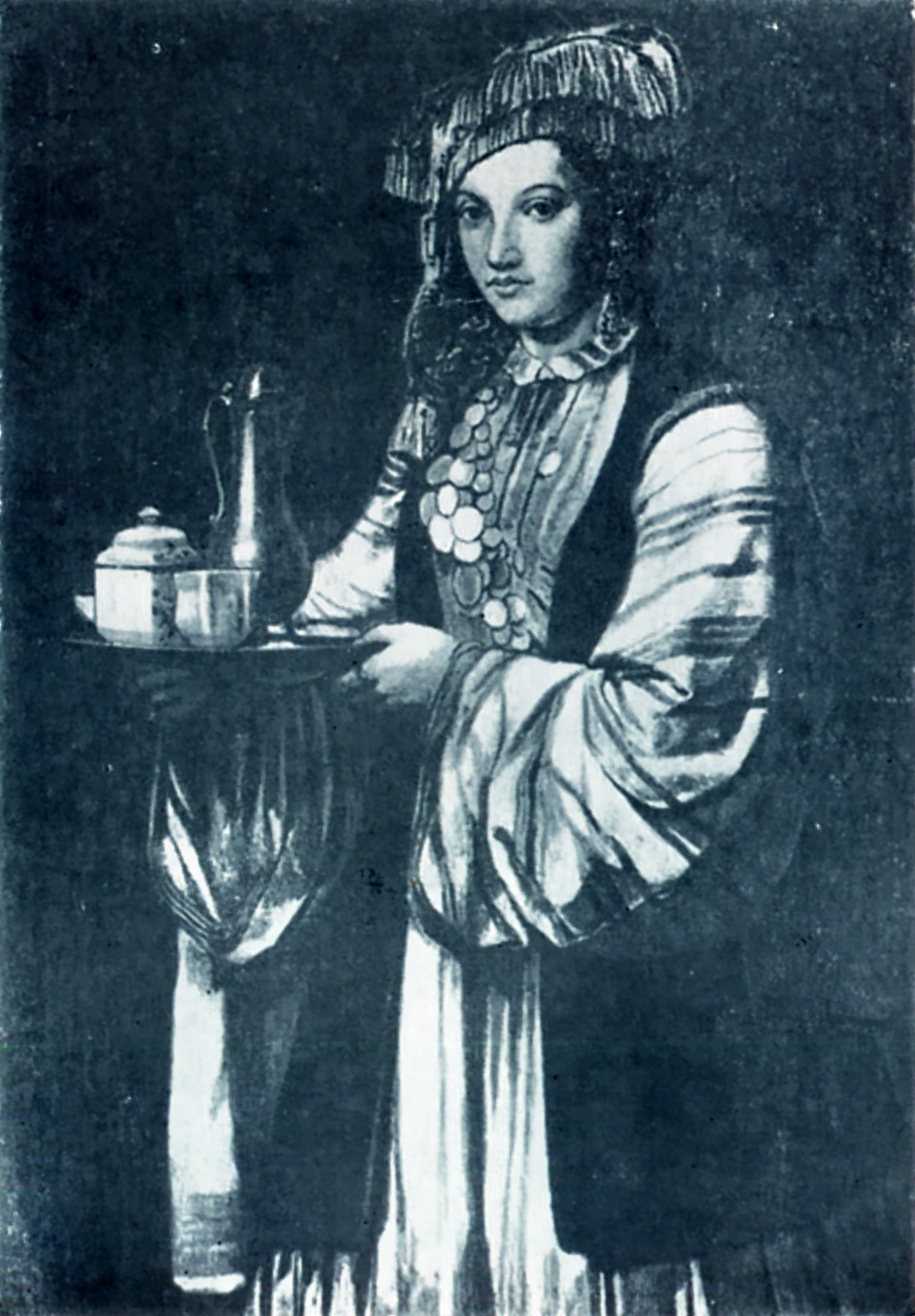
Mulher tártara cazã do século XVIII.

## Leitura complementar
- Chavannes, Édouard (1900): Documents sur les Tou-kiue (Turcs) occidentaux. Paris, Librairie d’Amérique et d’Orient. Reprint: Taipei. Cheng Wen Publishing Co. 1969. (em francês)
- Findley, Carter Vaughn. 2005. The Turks in World History. Oxford University Press. ISBN 0-19-516770-8; 0-19-517726-6 (pbk.) (em inglês)
- Charles Warren Hostler, The Turks of Central Asia, (Greenwood Press, November 1993), ISBN 0-275-93931-6
- H.B. Paksoy ALPAMYSH: Central Asian Identity under Russian Rule (Hartford: AACAR, 1989) (em inglês)
- Peter B. Golden, An introduction to the history of the Turkic peoples: Ethnogenesis and state-formation in medieval and early modern Eurasia and the Middle East, (Otto Harrassowitz (Wiesbaden) 1992) ISBN 3-447-03274-X (em inglês)
- Colin Heywood, The Turks (The Peoples of Europe), (Blackwell 2005), ISBN 978-0631158974 (em inglês)
- Baskakov, N.A. 1962, 1969. Introduction to the study of the Turkic languages. Moscow. (em russo)
- Boeschoten, Hendrik & Lars Johanson. 2006. Turkic languages in contact. Turcologica, Bd. 61. Wiesbaden: Harrassowitz. ISBN 3447052120 (em inglês)
- Clausen, Gerard. 1972. An etymological dictionary of pre-thirteenth-century Turkish. Oxford: Oxford University Press.
- Deny,  Jean et al. 1959-1964. Philologiae Turcicae Fundamenta. Wiesbaden: Harrassowitz. (em inglês)
- Johanson, Lars & Éva Agnes Csató (ed.). 1998. The Turkic languages. London: Routledge. ISBN 0-415-08200-5. (em inglês)
- Johanson, Lars. 1998. "The history of Turkic." In: Johanson & Csató, pp. 81-125. Classification of Turkic languages (em inglês)
- Johanson, Lars. 1998. "Turkic languages." In: Encyclopædia Britannica. CD 98. Encyclopædia Britannica Online, 5 September. 2007. Turkic languages: Linguistic history (em inglês)
- Menges, K. H. 1968. The Turkic languages and peoples: An introduction to Turkic studies. Wiesbaden: Harrassowitz. (em inglês)
- Öztopçu, Kurtuluş. 1996. Dictionary of the Turkic languages: English, Azerbaijani, Kazakh, Kyrgyz, Tatar, Turkish, Turkmen, Uighur, Uzbek. London: Routledge. ISBN 0415141982 (em inglês)
- Samoilovich, A. N. 1922. Some additions to the classification of the Turkish languages. Petrograd. Classification of Türkic languages (em inglês)
- Schönig, Claus. 1997-1998. "A new attempt to classify the Turkic languages I-III." Turkic Languages 1:1.117–133, 1:2.262–277, 2:1.130–151. (em inglês)
- Voegelin, C.F. & F.M. Voegelin. 1977. Classification and index of the World's languages. New York: Elsevier. (em inglês)
- Amanjolov A.S., "History of тhe Ancient Turkic Script", Almaty, "Mektep", 2003, ISBN 9965-16-204-2 (em inglês)
- Baichorov S.Ya., "Ancient Turkic runic monuments of the Europe", Stavropol, 1989 (em russo)
- Ishjatms N., "Nomads In Eastern Central Asia", in the "History of civilizations of Central Asia", Volume 2, UNESCO Publishing, 1996, ISBN 92-3-102846-4 (em inglês)
- Kyzlasov I.L., "Runic Scripts of Eurasian Steppes", Moscow, Eastern Literature, 1994, ISBN 5-02-017741-5 (em inglês)
- Malov S.E., "Monuments of the ancient Turkic inscriptions. Texts and research", M.-L., 1951 (em russo)
- Mukhamadiev A., "Turanian Writing", in "Problems Of Lingo-Ethno-History Of The Tatar People", Kazan, 1995, ISBN 5-201-08300 (Азгар Мухамадиев, "Туранская Письменность", "Проблемы лингвоэтноистории татарского народа", Казань, 1995. с.38, ISBN 5-201-08300, (em russo)
- Vasiliev D.D. Graphical fund of Turkic runiform writing monuments in Asian areal. М., 1983, (em russo)
- Vasiliev D.D. Corpus of Turkic runiform monuments in the basin of Enisei. М., 1983, (em russo)